# Délivre-moi
Délivre-moi è il quinto singolo tratto dall'album Incognito della cantante canadese Céline Dion, pubblicato nel giugno 1988 in Canada.

## Contenuti, successo commerciale e pubblicazioni
Délivre-moi è una cover del brano Love In the Shadows della cantautrice americana Elizabeth Daily. Il brano fu adattato in francese da Eddy Marnay, storico autore di Céline Dion. 
La canzone ebbe un discreto successo in Québec, dove raggiunse la quarta posizione della classifica. Il brano entrò nella Quebec Singles Chart il 18 giugno 1988 e vi rimase per quindici settimane.
Délivre-moi fu pubblicata in Canada insieme al brano inedito Jours de fièvre, inclusa sul lato B del disco.
Il singolo fu incluso anche nel maxi-singolo della Dion, Unison, pubblicato in Giappone nel 1991. Nello stesso anno il videoclip della versione live di Délivre -moi fu pubblicata nell'home video Unison, mentre la versione audio fu inserita nella track-list del maxi singolo Beauty and the Beast, pubblicato in Canada nel 1991.

## Videoclip musicale
Per la promozione del singolo fu realizzato un videoclip musicale tratto dallo speciale televisivo dedicato all'album della Dion, Incognito, trasmesso nel settembre 1987 e prodotto dalla Canadian Broadcasting Corporation e diretto dal regista Jacques Payette. Nel 1988 fu realizzato un secondo videoclip, che mostrava una Céline travestita da dama mentre gira per i giardini di un castello medievale.

## Formati e tracce
LP Singolo 7" (Canada) (CBS: C5 3037)
1. Délivre-moi – 3:25 (Eddy Marnay, E. G. Daily, Harold Faltermeyer)
2. Jours de fièvre – 5:08 (Marnay, Jean-Alain Roussell)

## Classifiche
| Classifica (1988) | Posizione massima raggiunta |
| ----------------- | --------------------------- |
| Québec (ADISQ)    | 4                           |